# Waleri Korobkin
Waleri Alexandrowitsch Korobkin (russisch Валерий Александрович Коробкин; * 2. Juli 1984 in Wolgograd) ist ein ehemaliger russisch-kasachischer Fußballspieler und kasachischer Nationalspieler. Er spielte seit 2017 beim Kaisar Qysylorda in der Premjer-Liga, der höchsten kasachischen Spielklasse.

## Karriere
Korobkin begann seine Karriere bei Rotor Wolgograd, wo er mit Unterbrechungen bis 2006 aktiv war. Anschließend spielte er bei verschiedenen russischen Vereinen in den unteren russischen Ligen. Im Sommer 2012 wechselte er in die kasachische Premjer Liga zum FK Astana. Mit Astana wurde er 2012 kasachischer Pokalsieger.

## Nationalmannschaft
Nachdem Korobkin 2012 die kasachische Staatsangehörigkeit angenommen hatte, wurde er in die Kasachische Fußballnationalmannschaft berufen. Sein Debüt für die Nationalmannschaft gab er am 12. Oktober 2012 im EM-Qualifikationsspiel gegen Österreich.

## Erfolge
- Kasachischer Pokalsieger 2012